# Jan Wallgren
Jan Edvard Wallgren (* 21. Februar 1935 in Oslo; † 2. Juni 1996) war ein norwegischer Komponist und Pianist (im Bereich des Modern Jazz).

## Leben und Wirken
Wallgren wuchs in Stockholm auf und arbeitete die meiste Zeit seines Lebens in Schweden. Gemeinsam mit dem Bassisten Kurt Lindgren und dem Schlagzeuger Björn Idén bildete er ein am Bebop orientiertes Trio, mit dem er 1955 beim AT-Wettbewerb den Trio-Preis gewann. Das Trio gehörte auch zum Quintett des Posaunisten Eje Thelin (mit Lalle Svensson) und gewann auch die Quintett-Klasse. Im folgenden Jahr nahm das Quintett auch zwei Songs für eine Karussell-EP auf, die es sich mit der Altsaxophonistin Monica Petrini teilte.
In den 1960er Jahren spielte er im Hardbop-Idiom, etwa als Pianist in der Band von Bengt Ernryd. Auch arbeitete er als Solist in der Swedish Radio Jazz Group, mit der er 1984 ein Album mit eigenen Kompositionen einspielte und mit der Bigband von Radio Polen. 1975 leitete er gemeinsam mit Tommy Koverhult eine Combo. 
Als Komponist beschäftigte er sich später auch mit klassischen und Folk-Themen, die er in seine Kompositionen integrierte. Er schrieb auch für den Film. Seine Oper „Balagantjik“ wurde an der Königlich Schwedischen Oper 1986 uraufgeführt. Sein Requiem „Foer levande och doeda“ (Für Lebende und Tote) auf Texte von Tomas Tranströmer gilt als herausragend.
Seine jazzbezogenen Werke für Solo-Piano von 1987 bis 1992 erschienen auf dem Dragon-Album Standards and Blueprints, ergänzt um Interpretationen von Monk und Bud-Powell-Themen. Auch legte er gemeinsam mit den Pianisten Lasse Werner und Bobo Stenson zwei Alben vor (Triple Play Jazz Piano; Dragon 1978). In einer Sextett-Besetzung mit Håkan Broström, Jonas Knutsson, Anders Kjellberg, Nils Landgren und Lennart Åberg nahm Wallgren kurz vor seinem Tod das Album Raga, Bebop and Anything auf. Er starb 1996 an Krebs.